# 37 mm armata czołgowa wz. 37 Bofors
37 mm armata czołgowa wz. 37 Bofors – armata czołgowa kalibru 37 mm z okresu międzywojennego – wariant armaty przeciwpancernej Boforsa.
Armata czołgowa wz. 37 została bezpłatnie opracowana w firmie Bofors, z przeznaczeniem dla czołgu 7TP. Armata ta miała w pełni wymienną lufę z armatą przeciwpancerną wz. 36. W przypadku czołgu 7TP działo osadzono w jarzmie, które zapewniało kąt podniesienia lufy w granicach od −10° do +20°. Ponadto armatę montowano w prototypach czołgów 9TP i 10TP.